# Badminton bei den Para-Asienspielen
Badminton wird bei den Para-Asienspielen seit der ersten Austragung 2010 in Guangzhou, China, ausgetragen. Auch bei den zweiten Spielen 2014 in Incheon, Südkorea, und der dritten Ausgabe 2018 in Jakarta, Indonesien, war Badminton im Programm der Spiele.

## Austragungen
| Jahr | Stadt     | Land                | Datum                   |
| ---- | --------- | ------------------- | ----------------------- |
| 2010 | Guangzhou | Volksrepublik China | 13. – 18. Dezember 2010 |
| 2014 | Incheon   | Südkorea            | 19. – 23. Oktober 2014  |
| 2018 | Jakarta   | Indonesien          | 6. – 13. Oktober 2018   |
| 2022 | Hangzhou  | Volksrepublik China | 20. – 27. Oktober 2023  |